# Santa Maria Maggiore (Bologna)

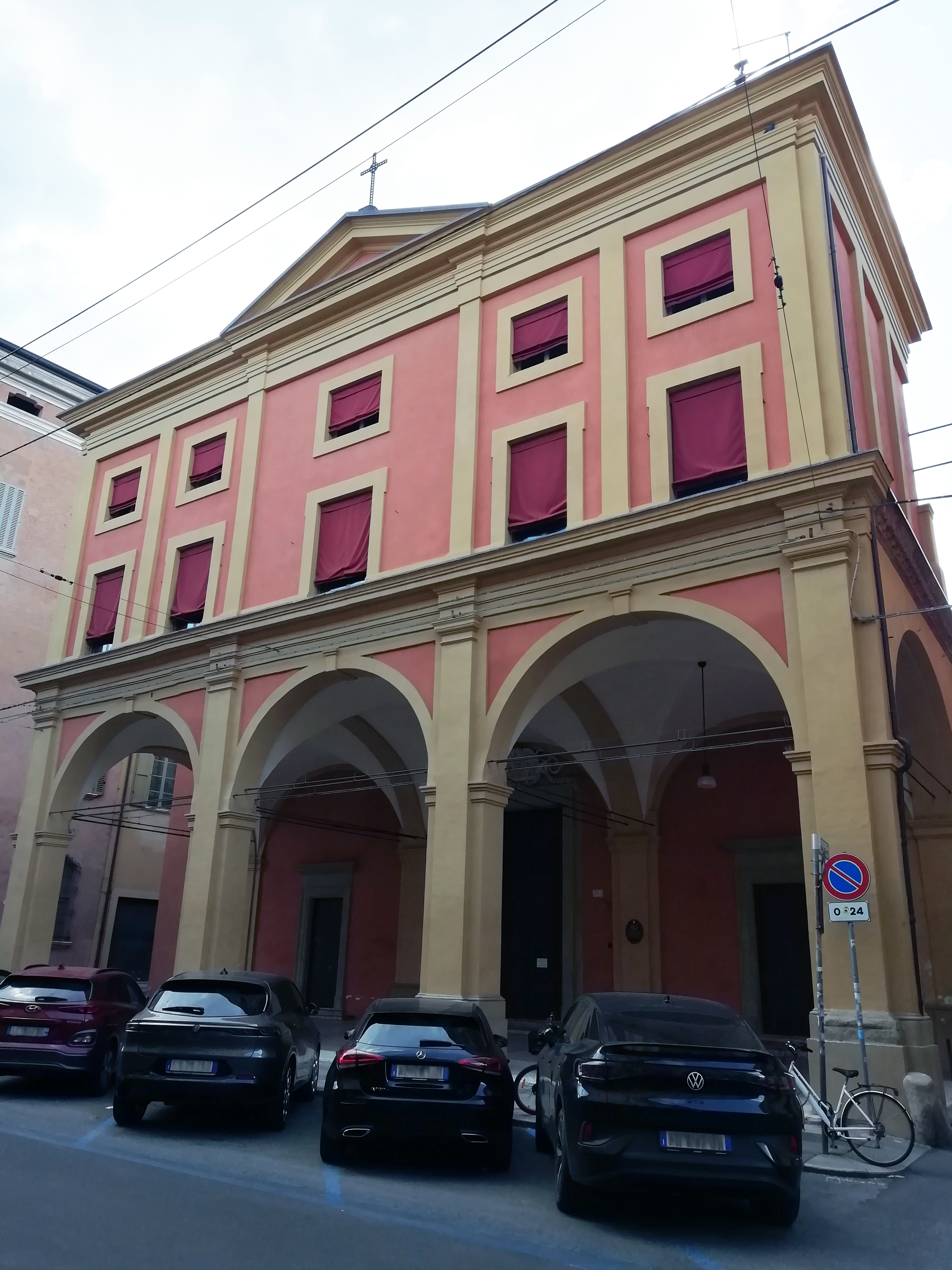
Fassade der Basilika Santa Maria Maggiore

Die Basilika Santa Maria Maggiore ist eine römisch-katholische Kirche in Bologna, Italien. Die Pfarrkirche des Erzbistums Bologna trägt den Titel einer Basilica minor. Die Kirche erhielt ihre heutige barocke Gestaltung im 17. Jahrhundert.

## Geschichte
Die Kirche wird in einer päpstlichen Bulle von 1073 erwähnt, die besagt, dass sie bereits in der ersten Hälfte des 6. Jahrhunderts existierte. Sie befand sich in einem Benediktinerinnenkloster und war mit der Apsis nach Osten ausgerichtet. Gegen Ende des 11. Jahrhunderts wurde sie vollständig umgebaut. Am 18. Juli 1187 wurde die Basilika von Papst Gregor VIII. geweiht. Im Jahr 1464 wurde die Kirche erweitert, indem die Kirchenschiffe in Richtung Via Galliera verlängert und eine neue Apsis gebaut wurde. In der Folgezeit wurden neue Kapellen gebaut, und Mitte des 16. Jahrhunderts wurde die Hauptkapelle errichtet.
Im Jahr 1665 wurde die Kirche unter der Leitung des Architekten Paolo Canali einer Reihe umfangreicher Arbeiten unterzogen, die ihr ihr heutiges Aussehen verliehen. Die Ausrichtung von Santa Maria Maggiore wurde umgekehrt: Die Apsis aus dem späten 16. Jahrhundert wurde abgerissen, und an ihrer Stelle wurde die neue Fassade mit Säulengang errichtet, die sich zur Via Galliera hin öffnet. Stattdessen wurde der Chor anstelle der alten Fassade errichtet, und die Kassettendecke aus dem 15. Jahrhundert wurde im Rahmen einer allgemeinen Umgestaltung des Innenraums nach dem barocken Geschmack der Zeit durch eine Reihe von Tonnengewölben ersetzt.
Im Jahr 1712 wurde die Kapelle des Allerheiligsten Sakraments von dem Architekten Carlo Francesco Dotti umgebaut. Die Hauptkapelle wurde ebenfalls von diesem Architekten zwischen 1748 und 1750 entworfen, vergrößert und mit einem Altar versehen, der wahrscheinlich von Alfonso Torreggiani stammt.
In der napoleonischen Zeit entweiht, wurde sie 1876 wieder zur Pfarrkirche erhoben. Der obere Teil der Fassade, einschließlich des dreieckigen Giebels, wurde schließlich 1955 errichtet. Nach dem Erdbeben von 2012 wurde die Kirche umfassend restauriert und im November 2019 wieder für Gottesdienste geöffnet.

## Beschreibung
Die Fassade weist einen tiefen dreibogigen Säulengang auf Pilastern mit Lisenen auf. Über einem Gebälk mit einem vorspringenden Gesims, das die Fassade horizontal gliedert, befinden sich zwei Fensterreihen; ein dreieckiger Giebel krönt den mittleren Teil der Fassade.
Der Glockenturm und die Seitenwände der Kirche aus Sichtbackstein mit einem mit Hängebögen geschmückten Gesims überblicken die angrenzende Via Santa Maria Maggiore.
Das mit ionischen Pilastern und einem oberen Gebälk geschmückte Innenraum hat einen basilikalen Grundriss mit drei Schiffen, die durch Pfeiler mit angelehnten Säulen voneinander getrennt und von Kreuzgewölben bedeckt sind. Der Chor wird von zwei Kapellen flankiert.
Das Innere beherbergt eine Madonna mit Kind sowie den hl. Jakobus der Jüngere und Antonius der Große von Orazio Samacchini, eine Beschneidung von Nosadella, die von Prospero Fontana vollendet wurde, und eine das Kind anbetende Madonna zwischen den hln. Liberata und Onofrio aus der Bologneser Schule des 15. Jahrhunderts.